# Jožef Valiček
Jožef Valiček, italijanski izdelovalec orgel, * 20. marec 1911, Ljubljana, † 4. julij 1973, Jamlje pri Tržiču, Italija.
Rodil se v družini orglárja Josipa Valička. Poklica se je učil že v delavnici mojstra Ivana Kacina in potem nadaljeval v očetovem podjetju Caecilia v Gorici. Skupaj z očetom in bratom Bogomilom so v Gorici delovali do  sredine 50. let 20. stoletja, ko je delavnico prevzel brat. Viri navajajo, da so vsi trije gradili orgle v kraju Treppo Carnico  (občina Treppo Carnico).
Leta 1964 sta bratom zgradila orgle z manualoma in pedalom v Šempolaju. Enake orgle sta 1969 zgradila tudi v Borštu. Na Katinari v Trstu sta popravila mehaniko ter spremenila foniko in nomenklaturo registrov. Leta 1970 pa zgradila orgle v Rojanu v Trstu. Umrl je leta 1973 v Jamljah.